# Alka Forsikring
Alka Forsikring, formelt Forsikrings-Aktieselskabet Alka, er et dansk forsikringsselskab, der blev etableret i 1944. Selskabet tegner skadesforsikringer. Alka havde i 3. kvartal 2018 en markedsandel på 4 %.  Skadeforsikringsselskabet ejer desuden datterselskabet "Forsikrings-Aktieselskabet Alka Liv II", der er et livsforsikringsselskab.
Alka er opstået ved fusion af Arbejdernes Livsforsikring, grundlagt 1903, og Dansk Kooperativ Assurance, grundlagt 1929, og er udsprunget af den danske arbejderbevægelse. I løbet af historien har Alka vokset sig større ved en række opkøb. I 1992 købte Alka forsikringsselskabet Nordlyset af engelske Provincial, og i 1998 overtog man Salus Ansvar i Danmark, som var ejet af Salus Ansvar Sakförsäkrings Aktiebolag i Sverige. I 2003 købtes Allianz Nordeuropa, der var den tyske forsikringskoncern Allianz' danske datterselskab. 
I 2017 blev Alka Forsikring solgt til Tryg Forsikring, som derved ejer 100% af aktiekapitalen. 
Alka har hovedsæde i Ballerup. Administrerende direktør er Frederik Sjørslev Søgaard. 